# Pavlo Krutous
Pavlo Krutous (nac. 9 de abril de 1992 en Bila Tserkva) es un baloncestista ucraniano que pertenece a la plantilla del Club Melilla Baloncesto de la Segunda FEB española. Con una altura de 2,01 metros, puede jugar de alero. Es internacional absoluto con la Selección de baloncesto de Ucrania.

## Trayectoria
Se formó como jugador de baloncesto en las categorías inferiores del BC Kyiv, donde con tan solo 20 años debutó en la primera división de su país en la temporada 2012-13. 
El 8 de agosto de 2015, firma por el BC Kalev-Cramo de la Alexela KML. 
El 1 de octubre de 2015, firma por el Budivelnyk de la Superliga de Baloncesto de Ucrania.
El 17 de julio de 2017, firma por el Budivelnyk de la Superliga de Baloncesto de Ucrania.
En la temporada 2018-19, regresa el BC Kyiv de la Superliga de Baloncesto de Ucrania, en el que jugaría durante tres temporadas.
En la temporada 2022-23, regresa al Budivelnyk de la Superliga de Baloncesto de Ucrania.
En la temporada 2023-24, firma con el SCM Universitatea Craiova, equipo de la Liga Națională rumana, donde promedió 10,5 puntos (con un 70% en tiros de 2, en triples un 37% y en tiros libres un 70%), 2,8 rebotes y 1,5 asistencias.
El 19 de agosto de 2024, firma por el Club Melilla Baloncesto de la Segunda FEB española. En la jornada 18 de liga regular lograría el MVP de la jornada, firmando 19 puntos, 7 asistencias y 4 rebotes con 29 créditos de valoración

## Internacional
En 2015, debutó con la Selección de baloncesto de Ucrania absoluta a la que representó en torneos internacionales, con un total de 21 partidos disputados. 